# Trughummel
Die Trughummel (Bombus mendax) ist eine Art der Hummeln (Bombus). Ihren „trügerischen“ deutschen Namen verdankt sie ihren Farbvarianten, die schwarzen Hummeln ähneln der Steinhummel, die hellen der Höhenhummel.

## Lebensraum und Verbreitung
Verbreitet in Europa, in den Pyrenäen und Alpen an feuchten Hängen zwischen 1500 m und 2800 m Höhe. Ein Volk umfasst etwa 80–150 Tiere. Aktive Flugzeit ist von Mitte April bis Ende Oktober. Pro Jahr wird nur eine Generation hervorgebracht (univoltin). Trughummeln nisten unterirdisch in verlassenen Mäusenestern (Nestbezieher).

## Kennzeichen
Die Königinnen haben eine Körperlänge von 18 bis 20 mm, die Arbeiterinnen von 14 bis 17 mm und die Drohnen 15–18 mm. Die Königin erzeugt einen hohen Summton. Diese langrüsselige Art ist als solche ausnahmsweise ein Pollenstorer, der gesammelte Pollen wird allerdings in eigens angefertigten und von den Brutwaben getrennten Pollenwaben gelagert. Das Nest verbreitet einen sehr angenehmen Duft. Die Trughummel soll leicht reizbar sein.

## Nahrung
Wie alle Hummeln ernährt sich die Trughummel von Nektar und ihre Larven von Pollen. Zu ihren Haupttrachtpflanzen zählen unter anderem: Krokusse, Eisenhut und Alpen-Süßklee.

## Gefährdung
Die Trughummel gilt in Deutschland aufgrund einer rückläufigen Bestandsentwicklung in den letzten 20 Jahren als gefährdet.